# Harold Abrahams
Harold Maurice Abrahams (15 de desembre de 1899, Bedford, Regne Unit; 14 gener de 1978, Enfield, Regne Unit) fou un atleta britànic especialista en proves de velocitat que va ser campió olímpic dels 100 metres llisos als Jocs Olímpics de París 1924, la història del qual i de l'atleta Eric Liddell és en part explicada a la pel·lícula Carros de Foc (1981).